# جين ديكسون (قسيسة)
جين ديكسون (بالإنجليزية: Jane Dixon)‏ هي قسيسة أمريكية، ولدت في 24 يوليو 1937 في وينونا في الولايات المتحدة، وتوفيت في 25 ديسمبر 2012 في واشنطن العاصمة في الولايات المتحدة.